# Коряков, Александр Иванович
Александр Иванович Коряков (род. 16 декабря 1953) — российский политик, член Совета Федерации (2016—2021).

## Ранние годы
Родился 16 декабря 1953 года в Нерчинске Читинской области в семье преподавателей. В 1954 году переехал с родителями в Читу.
В 1971 году устроился в геологическую партию рабочих.
Отслужил по призыву в рядах Советской армии. В 1978 году переехал в Райчихинск Амурской области.
В январе 2003 года переехал в Москву.

## Образование
В 1971 году окончил среднюю школу.
В 1976 году окончил Читинский политехнический институт по специальности «горный инженер» со специализацией в открытой разработке месторождений полезных ископаемых.

## Карьера

### Дальвостуголь
С 1978 по 2003 год работал на различных должностях в структурах производственного объединения «Дальвостуголь» (ООО «Дальвостуголь»):
- 1978—1979 — начальник участка, инженер разреза «Северо-Восточный»
- 1979—1980 — начальник участка разреза «Новорайчихинский»
- 1980—1988 — главный технолог, главный инженер, заместитель директора по производству разреза «Юго-Западный»
- 1988 — возглавил разрез «Северо-Восточный»
- 2000 — генеральный директор «Дальвостуголь»
- 2003 — заместитель директора по экономике компании «Ростовуголь». Занимался объединением «Ростовуголь», Гуковуголь и нескольких других компаний в ООО «Южный уголь», возглавив эту компанию[1][2].

### В Москве
С 2003 году работал в Москве в банковской и строительной сферах, занимая различные руководящие должности:
- 2003 — ЗАО «Международный промышленный банк», советник управляющего
- 2003—2004 — ООО «Электроинт», заместитель директора
- 2004 — ЗАО «Корпорация „Центральный коммерческий банк“ (ЦКБ)», генеральный директор
- 2004—2006 — промышленно-инвестиционня компания «Реформа», генеральный директор
- 2006—2016 — торговая компания «Бастинком», первый заместитель генерального директора
- апрель 2016 — «Амурский уголь», дочерняя структура холдинга «Русский уголь» (г. Райчихинск, Амурская область), советник аппарата генерального директора

## Политическая деятельность
В 1994—1998 годах входил в Совет народных депутатов г. Райчихинска Амурской области. В 2001—2005 годах был депутатом Амурского областного Совета народных депутатов (был избран 1 апреля 2001 года по округу № 5, набрав 40,95 %).
18 сентября 2016 года избран депутатом Законодательного собрания Амурской области VII созыва на непостоянной основе. Баллотировался по Райчихинскому одномандатному округу № 2, набрал 33,87 %.
26 сентября 2016 года на первом его заседании наделён полномочиями члена Совета Федерации — представителя законодательного органа государственной власти Амурской области.

## Доходы
| Год  | Сумма, млн.руб | Доход супруги, млн.руб | Транспорт                                    | Транспорт (супруга)   | Совместная собственность с супругой           | Совместная собственность с супругой | Невижимость                       | Недвижимость (супруга)                      |
| ---- | -------------- | ---------------------- | -------------------------------------------- | --------------------- | --------------------------------------------- | ----------------------------------- | --------------------------------- | ------------------------------------------- |
| 2016 | 2,207          | 0,189                  | Mercedes-Benz S63 AMG, Porsche Cayenne Turbo | Mercedes-Benz G63 AMG | Земельный участок, 2240м² Жилой дом, 213.7 м² | Земельный участок, 1843м²           | Квартира, 102.8 м² Гараж, 13.1 м² | Квартира, 127 м², земельный участок, 1803м² |
| 2017 | 4,909          | 0,514                  | Mercedes-Benz S63 AMG, Porsche Cayenne Turbo | Mercedes-Benz G63 AMG | Земельный участок, 2240м² Жилой дом, 213.7 м² | Земельный участок, 1843м²           | Квартира, 102.8 м² Гараж, 13.1 м² | Квартира, 127 м²                            |
| 2018 | 5,185          | 0,222                  | Mercedes-Benz S63 AMG, Porsche Cayenne Turbo | Mercedes-Benz G63 AMG | Земельный участок, 2240м² Жилой дом, 213.7 м² | Земельный участок, 1843м²           | Квартира, 102.8 м² Гараж, 13.1 м² | Квартира, 127 м²                            |
| 2019 | 5,712          | 0,231                  | Mercedes-Benz S63 AMG, Porsche Cayenne Turbo | Mercedes-Benz G63 AMG | Земельный участок, 2240м² Жилой дом, 213.7 м² | Земельный участок, 1843м²           | Квартира, 102.8 м² Гараж, 13.1 м² | Квартира, 127 м²                            |
| 2020 | 11,151         | 4,752                  | Mercedes-Benz S63 AMG, Porsche Cayenne Turbo | Mercedes-Benz G63 AMG | Земельный участок, 2240м² Жилой дом, 213.7 м² | Земельный участок, 1843м²           | Квартира, 102.8 м² Гараж, 13.1 м² | Квартира, 127 м²                            |
| 2020 | 11,151         | 4,752                  | Mercedes-Benz S63 AMG, Porsche Cayenne Turbo | Mercedes-Benz G63 AMG | Земельный участок, 2240м² Жилой дом, 213.7 м² | -                                   | Квартира, 102.8 м² Гараж, 13.1 м² | Квартира, 127 м²                            |

## Награды
- Орден Преподобного Сергия Радонежского III степени[2]
- Знак «Шахтерская слава» III, II и I степеней[2]
- Золотой знак «Горняк России»[2]